# Dumnonier
Die Dumnonier (lat. Dumnonii) waren ein keltischer Volksstamm, der im Südwesten Britanniens siedelte (heutiges Cornwall und Devon). Die erste Erwähnung stammt vom griechischen Reisenden Pytheas im 4. Jahrhundert v. Chr. Wichtigste Stadt der Dumnonier und der Vorort ihrer civitas nach der römischen Eroberung im 1. Jahrhundert n. Chr. war Isca Dumnoniorum (Exeter).
Nach dem römischen Rückzug aus Britannien während des 4. und 5. Jahrhunderts entstand ein keltisches Königreich Dumnonia, von dem aus die Dumnonier Teile der Bretagne besiedelten.
Der Stamm ist für die Bezeichnung der Grafschaft Devon und der danach benannten geologischen Formation namensgebend.